# Troglodyte de Serna
Thryophilus sernai
Espèce
Statut de conservation UICN

 EN A3c+4c : En danger
Le Troglodyte de Serna (Thryophilus sernai) est une espèce d'oiseaux de la famille des Troglodytidae.

## Systématique
L'espèce Thryophilus sernai a été décrite en 2012 par les ornithologues colombiens Carlos Esteban Lara (d), Andrés M. Cuervo (d), Sandra V. Valderrama (d), Diego Calderón-Franco (d) et Carlos Daniel Cadena (d).

## Répartition
Le Troglodyte de Serna est endémique du canyon du Río Cauca, en Colombie. Il ne vit que dans des forêts sèches et des broussailles entre 250 et 850 mètres d'altitude.

## Menaces
Le Troglodyte de Serna est menacé par la transformation de son habitat à cause de la construction du barrage d'Ituango.

## Étymologie
Son épithète spécifique, sernai, lui a été donnée en l'honneur de Marco Antonio Serna Díaz (1936-1991), ornithologue colombien fondateur de la Sociedad Antioqueña de Ornitología.

## Publication originale
- (en) Carlos Esteban Lara, Andrés M. Cuervo, Sandra V. Valderrama, Diego Calderón-F. et Carlos Daniel Cadena, « A new species of wren (Troglodytidae: Thryophilus) from the dry Cauca River Canyon, northwestern Colombia », The Auk, Washington, AOS, vol. 129, no 3,‎ juillet 2012, p. 537-550 (ISSN 0004-8038 et 1938-4254, OCLC 636759596 et 1518634, BNF 37574357, DOI 10.1525/AUK.2012.12028).